# Йоханнес Коткас
Йоханнес Коткас (ест. Johannes Kotkas; нар. 3 лютого 1915, Юріївський повіт, Ліфляндська губернія, Російська імперія — пом. 8 травня 1998, Таллінн, Естонія) — естонський і радянський борець греко-римського стилю, олімпійський чемпіон.

## Біографія
Народився Йоханнес в Юріївському повіті неподалік Тарту. Після закінчення початкової школи вчився на слюсаря, працював ремонтником суден на Чудському озері. Потім знайшов роботу в Тарту, ще пізніше перебрався жити і працювати в Таллінн. Саме в Таллінні у Коткаса з'явилася можливість тренуватися в товаристві "Калев" разом з дворазовим олімпійським чемпіоном Кристьяном Палусалу. У січні 1938 року Палусалу завершив кар'єру через важку травму плеча, і тоді тренери довірили місце в збірній Коткасу.
З 1937 по 1959 рік Коткас 22 рази ставав чемпіоном Естонії з греко-римської і вільної боротьби, 1 раз — в метанні молота.
З 1940 по 1956 рік Коткас 14 разів перемагав на чемпіонатах СРСР з греко-римської і вільної боротьби, 2 рази — з самбо, 7 разів — в метанні молота.
Він триразовий чемпіон Європи (1938, 1939 і 1947) і переможець Кубка світу (1956) з греко-римської боротьби у надважкій вазі.

### Виступ на Олімпіаді
На Літніх Олімпійських іграх 1952 Коткас брав участь в змаганнях з греко-римської боротьби у надважкій вазі.
В попередніх сутичках Коткас переміг трьох суперників туше, в тому числі — фіна Тауно Кованена, який разом з Коткасом вийшов у фінальний раунд з трьох борців.
У фінальній сутичці Коткас переміг туше Йозефа Ружичку (Чехословаччина) і став олімпійським чемпіоном.